# Nyilasy Sándor

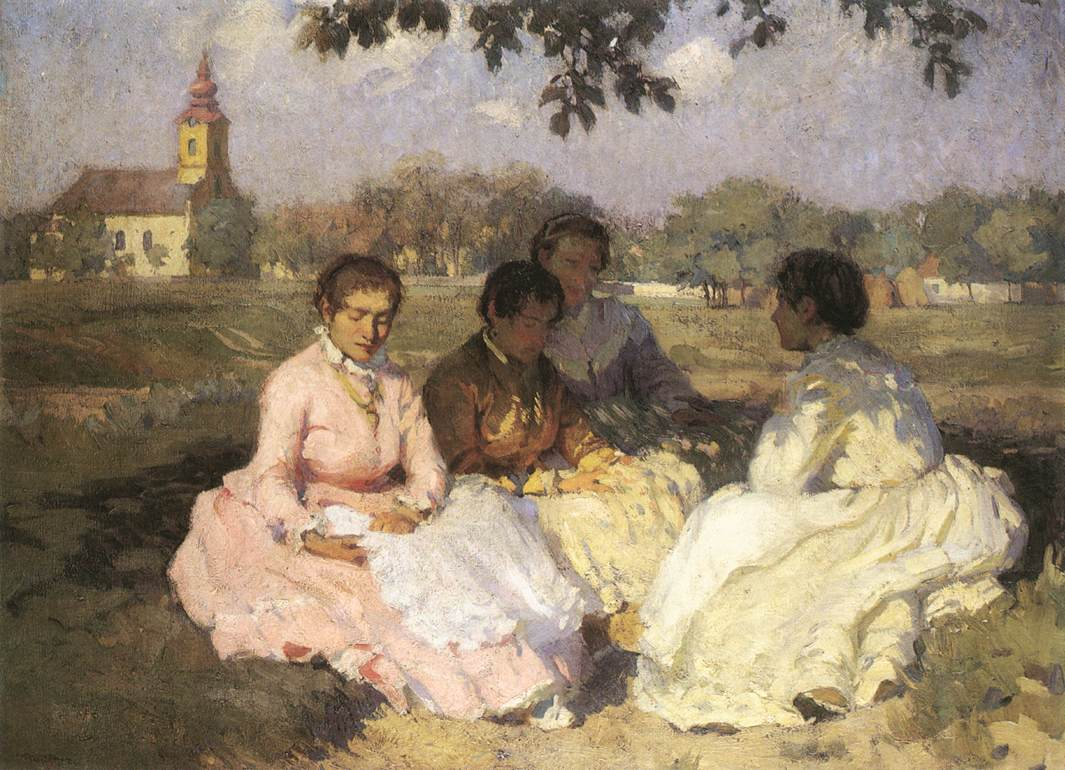
Vasárnap (1907)

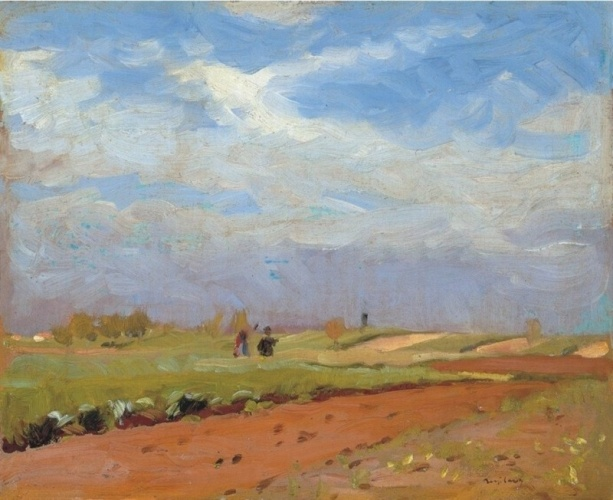
Alföldi tavasz

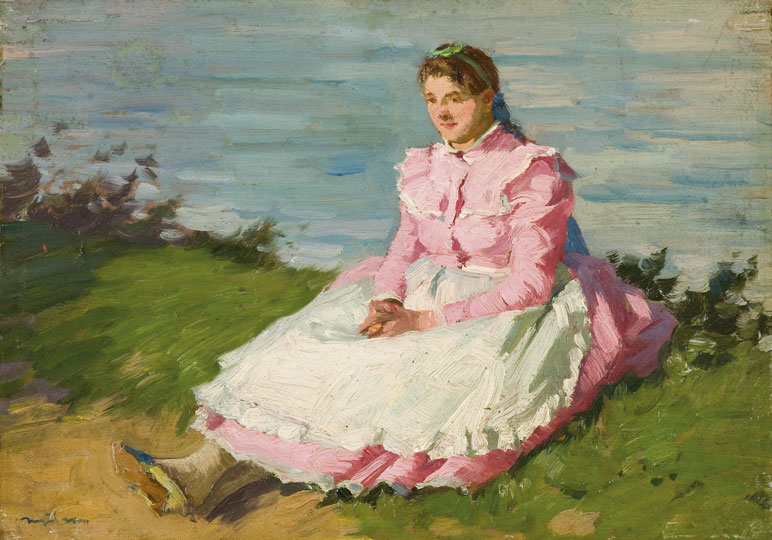
Leány rózsaszín ruhában

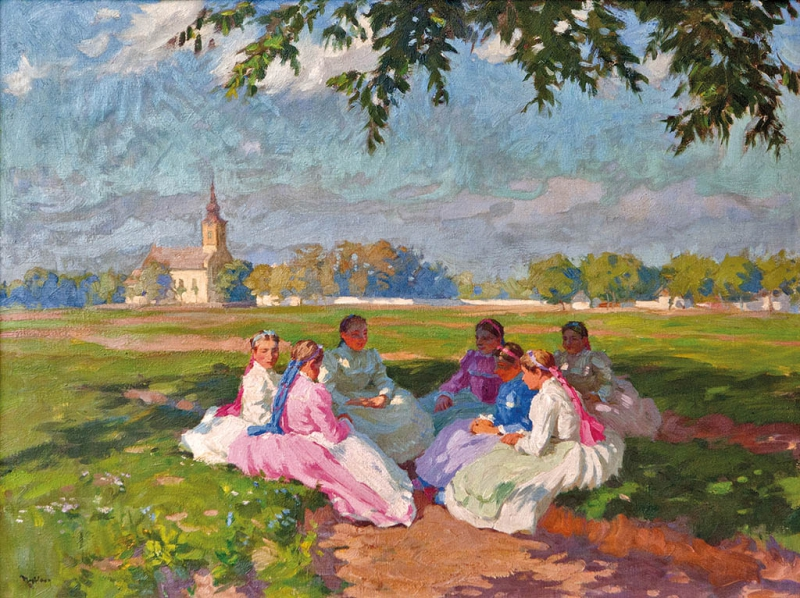
Lányok napfényben

Nyilasy Sándor, Nyilassy Sándor, Nyilasi Sándor (Szeged, 1873. december 2. – Szeged, 1934. január 6.) magyar festőművész. 1897 és 1898 nyarán a nagybányai művésztelepen festett.

## Életpályája
Művészeti tanulmányait 1891-ben a budapesti mintarajziskolában kezdte. 1893-tól a müncheni képzőművészeti akadémia hallgatója lett, majd 1894-ben és 1895-ben Hollósy Simon müncheni magániskoláját látogatta. 1896-ban a párizsi Julian Akadémián tanult. Itt ismerkedett meg Thorma Jánossal, aki meghívta Nagybányára. 1897 és 1898 nyarát a nagybányai művésztelepen töltötte. 1899-ben Szegeden telepedett le. Ettől kezdve haláláig Szegeden, Horgoson és Tápén alkotott.

## Művészi pályája
Művészetére pályája kezdetén rövid ideig Hollósy Simon, Munkácsy Mihály és Tornyai János, majd nagybányai évei alatt Ferenczy Károly hatottak, de hamar kialakult egyéni stílusa. Impresszionisztikus vonásokat mutató tájképeivel részt vett a nagybányaiak első négy budapesti kiállításán. Szegedre kerülve, mint a környék tájának és népének megfigyelője alakította ki plein air szemléletű művészetét. A tájképek mellett naturalista népéletképeket is festett, melyeken a falusiakat többnyire vasárnapi nyugalomban, ünneplő öltözetben, a leány alakokat jellegzetes rózsaszín népviseletben ábrázolta. 1907-ben Vasárnap című képével elnyerte a Lipótvárosi Kaszinó díját. A szintén Hollósy-tanítvány Károlyi Lajos mellett a huszadik század első harmadában a legismertebb szegedi festőművész volt. Csaknem minden évben szerepelt a Műcsarnok budapesti kiállításán, de első önálló kiállítását csak negyvenhét éves korában, 1920 tavaszán rendezte meg a szegedi Kass Szállóban. 1927-ben tanítványával, Balogh Margittal együtt rendezett kiállítást, szintén Szegeden. 1929-ben elnyerte az Országos Magyar Képzőművészeti Társulat nagydíját. Halála után Szegeden nagy tárlatot rendeztek műveiből melyen Lyka Károly méltatta munkásságát. Műveinek többségét a Magyar Nemzeti Galéria és a szegedi Móra Ferenc Múzeum őrzi, melyekből születésének századik (1973) évfordulóján emlékkiállítást rendeztek Tápén és a szegedi művészklubban.

## Főbb művei
- Magvetők
- Hazatérő kapás
- Vasárnap
- Incselkedők
- Reizner János portréja
- Alföldi tavasz
- Tavasz
- Kertben
- Leány rózsaszín ruhában